# San Francisco 49ers 1995
La stagione 1995 dei San Francisco 49ers è stata la 46ª della franchigia nella National Football League. La squadra iniziò la stagione come campione in carica, vinse la propria division ma venne eliminata nel secondo turno di playoff dai Green Bay Packers in casa.

## Partite

### Stagione regolare
| Turno | Data              | Avversario            | Risultato | TV Ora      | Pubblico |
| ----- | ----------------- | --------------------- | --------- | ----------- | -------- |
| 1     | 03/09/1995        | at New Orleans Saints | V 24–22   | FOX 10:00am | 66,627   |
| 2     | 10/09/1995        | Atlanta Falcons       | V 41–10   | FOX 1:15pm  | 63,627   |
| 3     | 17/09/1995        | New England Patriots  | V 28–3    | NBC 1:15pm  | 66,179   |
| 4     | 25/09/1995 (Lun.) | at Detroit Lions      | S 24–27   | ABC 6:00pm  | 76,236   |
| 5     | 01/10/1995        | New York Giants       | V 20–6    | FOX 1:15pm  | 65,536   |
| 6     |                   | Settimana di pausa    |           |             |          |
| 7     | 15/10/1995        | at Indianapolis Colts | S 17–18   | FOX 10:00am | 60,273   |
| 8     | 22/10/1995        | at St. Louis Rams     | V 44–10   | FOX 10:00am | 59,915   |
| 9     | 29/10/1995        | New Orleans Saints    | S 7–11    | FOX 1:15pm  | 65,272   |
| 10    | 05/11/1995        | Carolina Panthers     | S 7–13    | FOX 1:15pm  | 61,722   |
| 11    | 12/11/1995        | at Dallas Cowboys     | V 38–20   | FOX 1:15pm  | 65,180   |
| 12    | 20/11/1995 (Lun.) | at Miami Dolphins     | V 44–20   | ABC 6:00pm  | 73,080   |
| 13    | 26/11/1995        | St. Louis Rams        | V 41–13   | FOX 1:15pm  | 66,049   |
| 14    | 03/12/1995        | Buffalo Bills         | V 27–17   | ESPN 5:00pm | 65,568   |
| 15    | 10/12/1995        | at Carolina Panthers  | V 31–10   | FOX 10:00am | 76,136   |
| 16    | 18/12/1995 (Lun.) | Minnesota Vikings     | V 37–30   | ABC 6:00pm  | 64,975   |
| 17    | 24/12/1995        | at Atlanta Falcons    | V 27–28   | FOX 10:00am | 51,785   |

### Playoff
| Turno      | Data       | Avversario            | Risultato |
| ---------- | ---------- | --------------------- | --------- |
| Divisional | 06/01/1996 | vs. Green Bay Packers | S 17-27   |